# Zenica

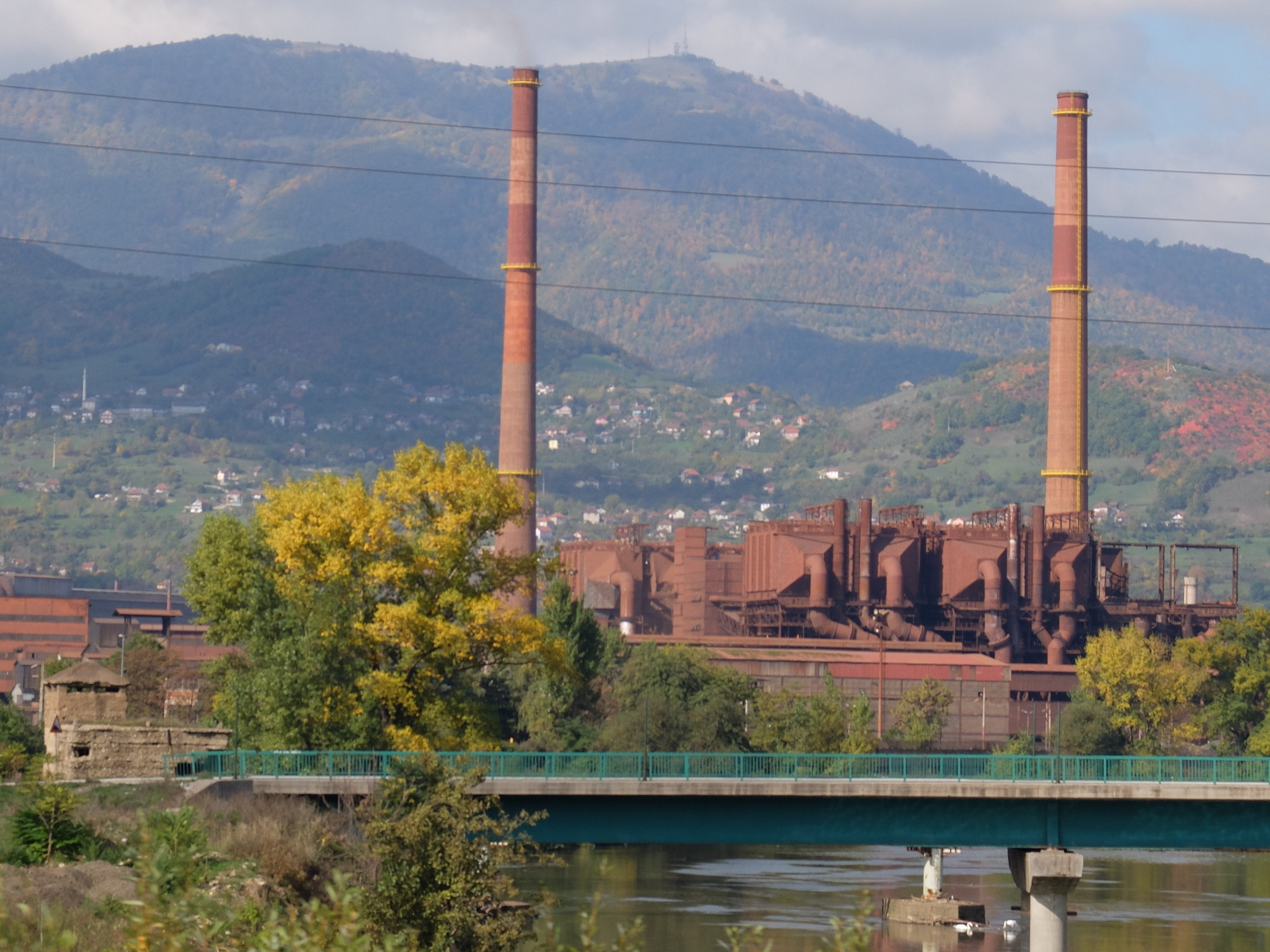
Siderurgias

Zenica (Зеница) é uma cidade industrial da Bósnia e Herzegovina, e é capital do cantão de Zenica-Doboj da Federação da Bósnia e Herzegovina. Zenica está localizada a 70 km a norte de Sarajevo e está situada nas margens do rio Bosna, rodeada por montanhas e colinas. A cidade tem uma área de 499,7 km² e está a 316 m de altitude.

## Localidade do município de Zenica
Em 1991, o município de Zenica contava com 81 localidades:

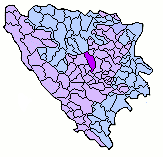
Localização do município de Zenica na Bósnia e Herzegovina

| - Arnauti - Banloz - Bijele Vode - Bistrica - Bistrica Gornja - Briznik - Bukovica - Dobriljevo - Donja Vraca - Donji Čajdraš - Drugavci - Dusina - Gladovići - Gorica | - Gornja Gračanica - Gornja Višnjica - Gornja Vraca - Gornja Zenica - Gornji Čajdraš - Gradina - Gradišće - Grm - Gumanci - Janjac - Janjički Vrh - Janjići - Jasika - Jastrebac | - Jurjevići - Kasapovići - Klopački Vrh - Kolići - Koprivna - Kovačići - Kovanići - Kozarci - Kula - Lašva - Lijeske - Lokvine - Loznik - Ljubetovo | - Mošćanica - Mutnica - Nemila - Novo Selo - Obrenovci - Orahovica - Osojnica - Osredak - Palinovići - Pepelari - Peševići - Plahovići - Plavčići - Poca | - Pojske - Ponihovo - Ponirak - Puhovac - Putovičko Polje - Putovići - Radinovići - Sebuja - Smajići - Starina - Stranjani - Sviće - Šerići - Šiblići | - Tišina - Topčić Polje - Trešnjeva Glava - Vranduk - Vranovići - Vražale - Vrhpolje - Vukotići - Zahići - Zenica - Živkovići |

## Pessoas
- Amer Smailbegović, cosmonauta;
- Bruno Akrapović, futebolista;
- Danis Tanović, realizador;
- Dejan Lovren, futebolista;
- Mervana Jugić-Salkić, tenista;
- Miroslav Župančić, escultor;
- Mladen Krstajić, futebolista;
- Senad Podojak, recitador do alcorão;
- Tarik Filipović, ator e apresentador televisivo;